# Botanischer Garten und Arboretum der Universität Greifswald

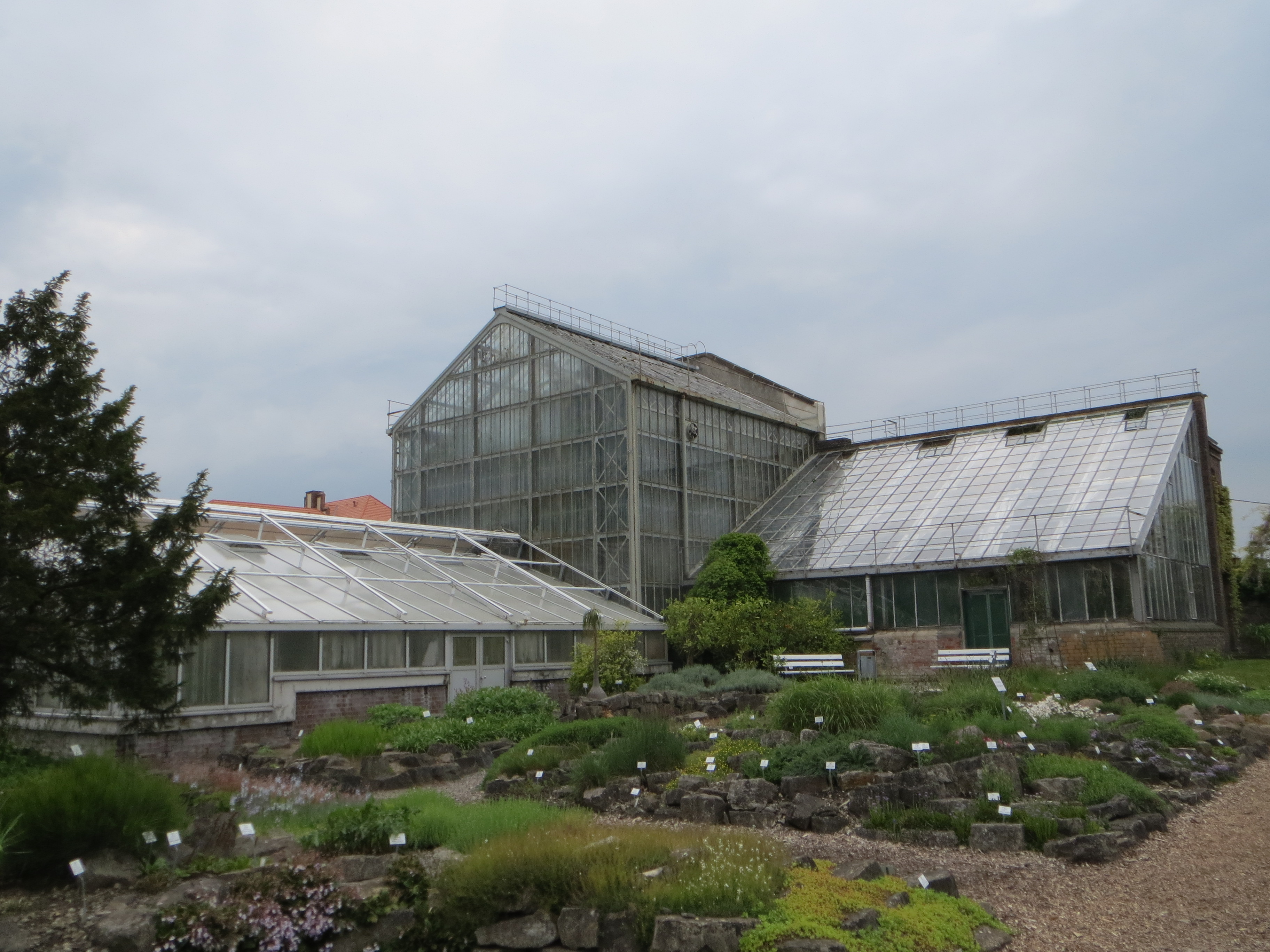
Gewächshausanlage des Botanischen Gartens Greifswald (2014)

Der Botanische Garten und das Arboretum Greifswald werden von der Universität Greifswald unterhalten. Der Botanische Garten liegt westlich des Bahnhofs und der historischen Innenstadt, das Arboretum liegt etwa zwei Kilometer südöstlich des Greifswalder Zentrums, nahe dem Berthold-Beitz-Platz.

## Geschichte
Im Jahr 1763 wurde zwischen heutigem Universitätshauptgebäude und der Wallanlage ein Arzneipflanzengarten angelegt. Da die Gartenanlage nicht nur Pflanzen zur medizinischen Nutzung beheimatete, wurde das Gelände von hortus medicus zu hortus academicus umbenannt, wodurch die wissenschaftliche Nutzung durch die Botanik hervorgehoben wurde.
Im Laufe des 19. Jahrhunderts wurde der Universitätscampus in der südlichen Innenstadt stark ausgebaut, so dass der Botanische Garten zunehmend eingeengt wurde. Nach Plänen von Julius Münter wurde im Jahr 1886 am heutigen Standort des Botanischen Gartens in der Fettenvorstadt auf einer zwei Hektar großen Fläche eine neue Gartenanlage mit Gewächshäusern fertiggestellt.
Der neugestaltete Botanische Garten bot aufgrund seiner Größe keinen Platz für Gehölzbestand, so dass man im Jahr 1934 in der Friedrich-Ludwig-Jahn-Straße einen zweiten Standort für Gehölzbestand, das Arboretum, gründete. Pläne die beiden Standorte auf der Fläche des Arboretums zusammenzuführen wurden nicht realisiert, sodass bis heute beide Standorte räumlich getrennt voneinander existieren.

## Gewächshausanlage
Die historischen denkmalgeschützten Gewächshäuser aus dem Jahr 1885 liegen in der Münterstraße. Vor allem das Palmengewächshaus mit Warm- und Kalthaus ist als Einzeldenkmal, auch aufgrund seines Seltenheitswerts, von besonderer nationaler Bedeutung. Anfang 2014 musste es aus Sicherheitsgründen für die Öffentlichkeit geschlossen werden. Durch das feucht-warmen Klima in den Räumen waren tragende Elemente der Verglasungen und der Stahl-Tragkonstruktion teilweise stark verrottet. Für die Sanierung, für die ca. 3,5 Millionen Euro angesetzt waren, wurden unter anderem per Crowdfunding Spenden gesammelt. Die Sanierung begann im Juni 2019, Mitte Juni 2022 wurden die Gewächshäuser wieder eröffnet.
Die Gewächshausanlage wird vom Institut für Botanik und Landschaftsökologie der Universität Greifswald vor allem für Forschungsprojekte, zum Beispiel im Bereich der experimentellen Pflanzenökologie, verwendet.

## Pflanzensammlung
Die Pflanzen sind nach geographischen sowie ökologischen Gesichtspunkten sortiert.

### Schauhäuser
- Palmenhaus
- Tropenhaus
- Palmfarnhaus
- Nutzpflanzenhaus
- Wasserpflanzenhaus
- Schauhaus
- Farnhaus
- Sukkulentenhaus

### Freilandbereich des Botanischen Gartens
- Hartlaubgehölze
- Freilandgehölze
- Frühjahrsblüher
- Kulturpflanzengarten
- Gewürz- und Heilpflanzengarten
- Alpinum
- Paludarium
- Staudenrabatte

### Freilandbereich des Arboretums
- Gärtnerische Kulturformen
- Asien
- Amerika
- Südeuropa und Südwestasien
- Nord- und Mitteleuropa
- Rhododendron
- Heide und Kulturlandschaftsgarten
- Alpinum, Voralpen, Zedern, Teich